# Calamothespis adusta
Calamothespis adusta är en bönsyrseart som beskrevs av Werner 1907. Calamothespis adusta ingår i släktet Calamothespis och familjen Toxoderidae. Inga underarter finns listade i Catalogue of Life.